# Hela-Klasse
Die Hela-Klasse war eine Klasse von zwei Kriegsschiffen der preußischen Marine. Die beiden Einheiten wurden zum Teil von Spenden des Volkes und des preußischen Staates finanziert. Während die Hela bis 1870 vor allem als Schulschiff im Dienst stand, ging die Frauenlob bereits 1860 in einem Taifun unter.

## Geschichte
Die sehr erfolgreiche dänische Blockade der norddeutschen Küste im Rahmen der Schleswig-Holsteinischen Erhebung ließ in der deutschen Bevölkerung den Wunsch nach einer eigenen starken Flotte aufkommen. Dies drückte sich im Beschluss der Frankfurter Nationalversammlung zur Bildung der Reichsflotte ebenso wie im Entstehen von „Flotten-Comitées“ und Vereinen in verschiedenen Städten aus, die das Ziel hatten, Spenden für den Erwerb oder Bau von Kriegsschiffen zu sammeln. Die beiden Schiffe der Hela-Klasse entstanden durch derartige private Initiativen. Der „Berlin-Potsdamer Frauen-Verein zur Erwerbung eines Kriegsschiffes“ warb am 19. Juli 1848 durch Anzeigen in der „Königlich privilegierten Berlinischen Zeitung“ und dem „Potsdamer Wochenblatt“ gezielt unter Frauen um Spenden, wiederholte diesen Aufruf am 15. Januar 1850 und brachte auf diese Weise gut 13.000 Taler zusammen. Zu dieser Summe steuerte das Wolgaster „Komitee zur Erbauung vaterländischer Kriegsschiffe“ seine gesammelten Spenden bei und auch die Stadt Wolgast gab noch einen Betrag hinzu. Dies führte dazu, dass die Wolgaster Werft Lübke mit dem Bau eines Kriegsschoners nach Vorbild der niederländischen Schorpioon beauftragt wurde. Das preußische Kriegsministerium übernahm die nicht von den Spenden gedeckten Baukosten und sah für den Neubau den Namen Frauengabe vor, der auf Wunsch Friedrich Wilhelm IV. zu Ehren der Sammlung unter den Frauen in Frauenlob geändert wurde. Lübke legte im Frühjahr 1851 den Schoner auf Kiel. Durch mehrere Änderungen der Baupläne konnte der Stapellauf erst am 24. August 1855 erfolgen und die Frauenlob letztlich am 1. Mai 1856 von der Marine in Dienst gestellt werden.
Auch für den Bau der Hela bildeten private Spenden die finanzielle Grundlage. Der Berliner Kaufmann Wollheim rief im Rahmen der Wahlen zur Nationalversammlung zu einer Spendenaktion auf, bei der jeder wahlberechtigte Bürger Preußens einen Silbergroschen spenden sollte, wodurch er sich eine Gesamtsumme von ca. 117.000 Talern erhoffte. Mit diesem Geld sollte ein Schiff mit dem Namen Der Urwähler finanziert werden. Allerdings kamen auch mit der Wiederholung des Aufrufs zu den Wahlen für das Erfurter Unionsparlament insgesamt nur 28.113 Taler zusammen. Weitere 4.505 Taler kamen vom Danziger „Flotten-Comitée“ unter der Bedingung, das Schiff in Danzig zu bauen. Letztlich wurde die Danziger Werft J. W. Klawitter mit den Entwurfsarbeiten beauftragt, wobei sie sich an dem bei Lübke im Bau befindlichen Schiff orientieren sollte. Der Bau selbst wurde dem Marine-Depot übertragen. Auch bei der Hela finanzierte das Kriegsministerium den Fehlbetrag von rund 10.000 Talern, nachdem Wollheim auf seine ursprüngliche Namensforderung verzichtet hatte. Trotz einiger Änderungen der Baupläne stand der Neubau in Danzig am 18. Oktober 1853 und damit deutlich vor der Frauenlob zum Stapellauf bereit und kam am 20. März 1854 erstmals in Dienst.
Die Hela wurde nach ihrer Indienststellung für Vermessungsarbeiten eingesetzt und übernahm ab 1858 als Hauptaufgabe die Ausbildung von Seekadetten und Schiffsjungen. Einen Höhepunkt ihrer Einsatzzeit stellte eine Auslandsreise ins Mittelmeer 1861/62 dar, die sie zusammen mit der Amazone unternehmen sollte, die jedoch im November 1861 in der Nordsee sank. Bis 1870 kam die Hela immer wieder als Schulschiff zum Einsatz. Nach Ausbruch des Deutsch-Französischen Krieges wurde das Schiff aber außer Dienst gestellt und im Folgejahr abgewrackt. Die Einsatzzeit der Frauenlob war deutlich kürzer. 1856 nahm sie an einer Reise mit Amazone, Thetis, Danzig und Mercur nach Madeira teil, von wo aus der Schoner gemeinsam mit der Thetis zum Río de la Plata weiter fuhr und im Januar 1857 in Danzig zurück war. 1858 und 1859 nahm die Frauenlob Vermessungen in der Ostsee vor. Im Oktober 1859 verließ das Schiff Danzig, um gemeinsam mit Thetis und Arcona nach Ostasien zu segeln (Preußische Ostasienexpedition). Am 2. September 1860 sank der Schoner in einem Taifun rund 40 sm vor Yeddo mit seiner ganzen Besatzung. Es war der erste Totalverlust der preußischen Marine.

## Technik
Als Schwesterschiffe waren Hela und Frauenlob sich sehr ähnlich, aber nicht absolut baugleich. Beide waren als hölzerner kraweelbeplankter Querspantbau ausgeführt, dessen Rumpf zusätzlich mit Kupferplatten beschlagen war. Die Hela war aber geringfügig kleiner als die Frauenlob und verdrängte fünf Tonnen weniger. Die folgende Tabelle gibt die Hauptabmessungen beider Schiffe im Vergleich wieder:
| Schiff    | Länge ü.a. | Wasserlinie | Breite | Tiefgang vorn | Tiefgang achtern | Konstruktionsverdrängung | maximale Verdrängung |
| --------- | ---------- | ----------- | ------ | ------------- | ---------------- | ------------------------ | -------------------- |
| Hela      | 32,6 m     | 27,43 m     | 7,85 m | 2,44 m        | 3,66 m           | 271 t                    | 300 t                |
| Frauenlob | 32,1 m     | 27,66 m     | 8,1 m  | 2,61 m        | 3,23 m           | 275 t                    | 305 t                |

Beide Schiffe waren als zweimastiger Gaffelschoner mit 523 m² Segelfläche geplant, als welcher die Frauenlob auch gebaut wurde. Die Hela erhielt davon abweichend eine Takelung als Toppsegelschoner mit 604 m² Segelfläche und wurde 1860 in eine Brigg umgebaut, wobei sich die Segelfläche auf 539 m² verringerte. Die Einheiten der Hela-Klasse segelten gut, waren aber nur für geringen Seegang geeignet und von ihrer Konstruktion her nicht für die Hochsee gedacht.
Als Bewaffnung erhielten beide Schiffe je ein 30-Pfünder-Geschütz (Kaliber 16 cm) mit kurzem Geschützrohr. Die Hela erhielt nach 1860 eine aus drei schweren und sechs leichten 24-Pfünder-Geschützen bestehende Armierung.
Die Besatzung bestand aus fünf Offizieren und 40 (Hela) beziehungsweise 42 (Frauenlob) Mannschaften. Beim Einsatz als Schulschiff befanden sich jedoch bis zu sieben Offiziere und 75 Mannschaften an Bord der Hela.